# Brandon (Mississippi)
Pour les articles homonymes, voir Brandon.
La ville de Brandon est le siège du comté de Rankin, situé dans l'État du Mississippi, aux États-Unis.